# Episyrphus contax
Episyrphus contax är en tvåvingeart som först beskrevs av Charles Howard Curran 1947.  Episyrphus contax ingår i släktet flyttblomflugor, och familjen blomflugor. Inga underarter finns listade i Catalogue of Life.